# Río Vermilion (Luisiana)
El río Vermilion (o el bayou Vermilion, en francés: Rivière Vermilion) es un bayou de 112,7 km situado en el sur de Luisiana (Estados Unidos). Se forma en el límite común de las parroquias de Lafayette y St. Martin por una confluencia de pequeños pantanos que fluyen desde la parroquia de St. Landry, y fluye generalmente hacia el sur a través de las parroquias de Lafayette y Vermilion, pasando las ciudades de Lafayette y Abbeville. En el puerto de Intracoastal City, el Gulf Intracoastal Waterway cruza el río antes de que este último fluya hacia la bahía Vermilion, una ensenada del Golfo de México. El río se origina en Bayou Fusilier, que es alimentado por Bayou Teche; serpentea a través de Lafayette Parish; y desemboca en Vermilion Bay debajo de Vermilion Parish.

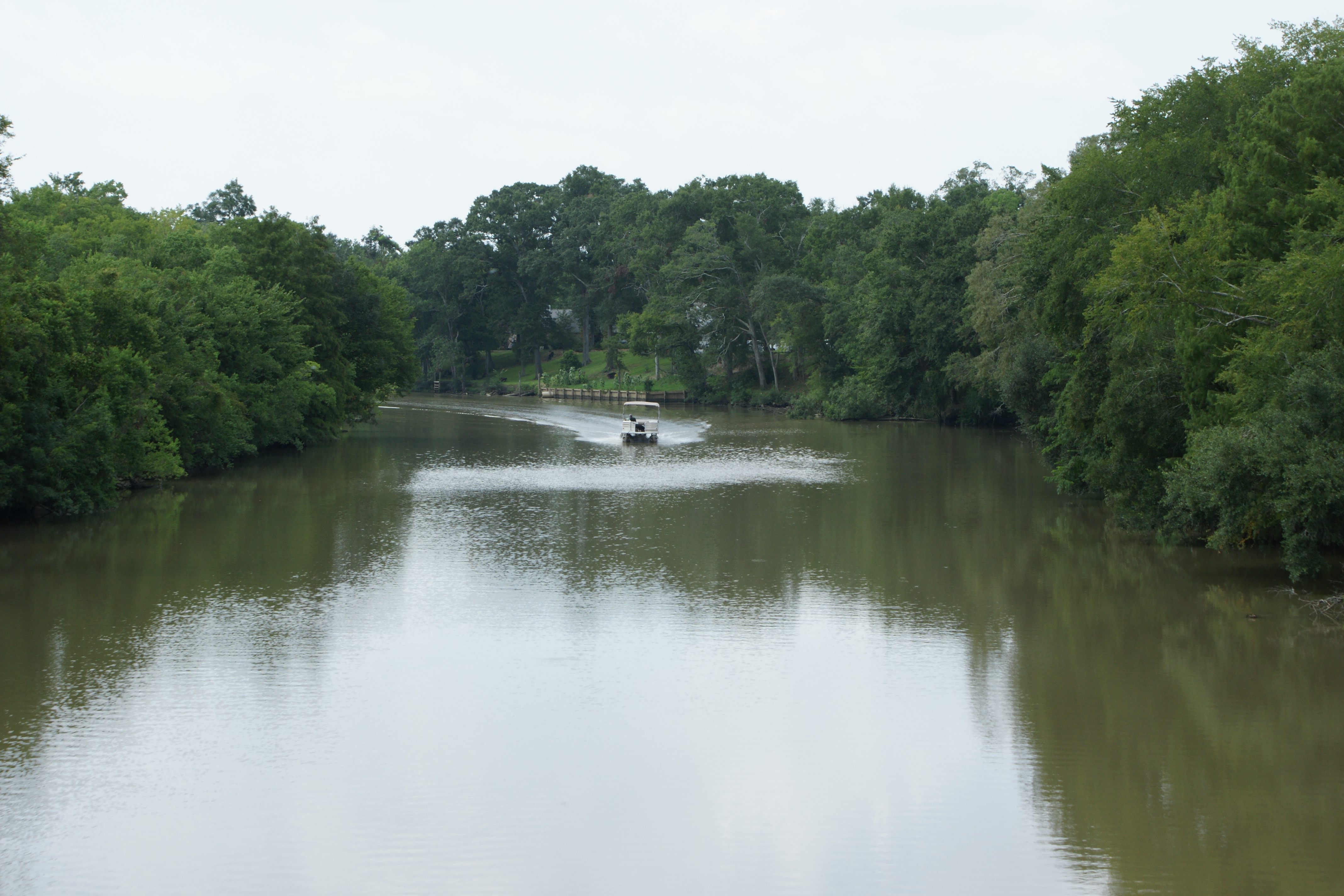
Río Vermilion visto desde el puente de Milton.

El río es un "arroyo consecuente" o un "río mareal", lo que significa que el Bermellón se formó desde su desembocadura. El río fue creado por Vermilion Bay: las mareas y otras acciones naturales en la bahía erosionaron lentamente los pantanos y otras características del paisaje a medida que el río avanzaba hacia el norte. Este proceso trajo el canal que un día se convertiría en el río Vermilion tan al norte como Lafayette. Mucho más tarde, un distribuidor de Bayou Teche se abrió camino hacia el sur y finalmente se unió con la corriente consiguiente, formando un verdadero río que fluye de norte a sur. Durante las épocas de fuertes lluvias, partes del Vermilion experimentarán una descarga negativa, invirtiendo la dirección y fluyendo hacia el norte.
En su etapa inicial de desarrollo, el único punto de la ciudad donde se podía asegurar el transporte por agua era en el sitio del Puente Pinhook. En consecuencia, los dueños de las propiedades y las empresas ubicadas allí. En años posteriores, los barcos de vapor navegaban por el pantano. Sin embargo, los bajos niveles de agua y los troncos sumergidos obstaculizaron su capacidad para viajar.
La importancia del Vermilion como medio de transporte y comercio disminuyó con la introducción del ferrocarril y la pavimentación en 1936 de todas las carreteras que conducen a Lafayette. El Cuerpo de Ingenieros del Ejército también tuvo un impacto significativo en Bayou Vermilion. Su dragado, completado en 1944, le dio al pantano una profundidad de 3 m y un ancho inferior de 30 m El agua del río Vermilion se usa principalmente para el riego de arroz y para la dilución de efluentes municipales e industriales.
Se construyó una estación de bombeo operada por Teche-Vermilion Freshwater District en el dique de protección oeste del río Atchafalaya cerca de Krotz Springs con capacidad para bombear hasta 29 m³ de agua dulce por segundo en Bayou Courtableu y finalmente en el río Vermilion. El Proyecto de agua dulce Teche-Vermilion comenzó en 1976 y se completó en 1982.
En la década de 1970, Vermilion se ganó la reputación de ser el río más contaminado de los Estados Unidos. Desde entonces, el tratamiento mejorado de aguas residuales, el aumento del flujo de agua de bajo flujo y la recolección regular de basura en la corriente han cambiado la percepción pública a la de un recurso recreativo célebre. Se ha desarrollado un mapa de Bayou Vermilion Paddle Trail para facilitar y mejorar el disfrute del público de Bayou Vermilion.

## Pueblos a lo largo del río
- Lafayette Parish
  - Stekey
  - Pont Des Mouton
  - Anse La Butte
  - Long Bridge
  - Lafayette
  - Milton
- Vermilion Parish
  - Abbeville
  - Perry
  - Rose Hill
  - Banker